# 高橋文利
高橋文利（たかはし ふみとし、1937年11月3日 - 2004年11月3日)は、日本のジャーナリスト、経済評論家、政治家。

## 来歴
長野県諏訪郡下諏訪町生まれ。長野県諏訪清陵高等学校を経て、東京大学文学部卒、朝日新聞社に入り、論説副主幹。1995年立命館大学政策科学部教授となる。2002年脱ダムを唱えて長野県下諏訪町長に当選するが、在任中の2004年に急性心筋梗塞のため死去した。

## 著書
- 『「金融・経済」の基本がわかる本』三笠書房(知的生きかた文庫)1989
- 『新ビジネスエリートの理論武装』朝日新聞社 1989　のち講談社文庫
- 『財テク国家の終焉』朝日新聞社 1991
- 『企業行動が変わる 日本型資本主義のルネサンス』朝日新聞社 1992
- 『競争政策・消費税・PL法 制度の国際的調和』1994 中公新書
- 『円とドル流説の攻防 国際通貨の政治経済学』プレジデント社 1995
- 『「金融・経済」がよくわかる本』三笠書房 1995 (知的生きかた文庫)1995
- 『経済報道 検証・金解禁からビッグバンまで』1998 (中公新書)
- 『勇気のある人ない人 人生の転機の切り抜け方』ザ・アール 1998
- 『メディア資本主義 金融・市場のインターネット革命』1999 講談社現代新書

### 共編著
- 『公取委の証言 「ゆたかな社会」の病弊をつく』梶谷善久共著 ぺりかん社 1968
- 『繊維戦争 衣から食住までの世界戦略』大野誠治共著 八雲井書院 1969
- 『2001年の経済社会はこうなる 3つの革命と3つの危機』編 ダイヤモンド社 1984
- 『21世紀日本の再構築 ニュージーランドに学ぶ』編著 晃洋書房 2002

## 論文
- <高橋文利